# Любовь (альбом ДДТ)
«Любовь» — десятый «номерной» альбом российской рок-группы «ДДТ», записанный в США весной 1996 года. 

## История создания
«В 1995 году я волею судеб впервые попал на войну. Чечня, январь, начало этой кампании… И я там, может быть, даже переродился. Потому что я там увидел такое… И увидел следствие этого… лжепонимания свободы, и следствие всего старого, отжившего, и глупости новые. Это следствие — реки крови.
Мы ничего не делали в 95-м, просто играли песни какие-то. В 96-м эти песни выгребли, и получился альбом „Любовь“. Почему „Любовь“? Меня наверняка поймут все: когда искупаешься в грязи по уши, причем не один раз, очень хочется за что-то уцепиться чистое, светлое… И, кроме Любви, наверно, ничего такого и нет. Это была наша попытка уцепиться за чистоту, и, мне кажется, она удалась. С другой стороны, мы ушли в какой-то формальный поиск, в поиск нового звучания, которое потом уж в полной мере проявилось в „Мире Номер Ноль“. Мы экспериментировали, старались играть просто, но сочно. Это было обращение к какой-то другой музыке, которая уже вокруг нас существовала.»— Ю.Шевчук "DDT. Понимание свободы", Fuzz #1 2002
В августе 1995 года Шевчук — по приглашению менеджера «Aerosmith» Тима Коллинза — вторично посетил США. Результатом этого стало неожиданное для «ДДТ» решение записать новый альбом в студии «Long View Farm», под Бостоном, Массачусетс, — где, по слухам, начинали сами «Смиты». С деньгами помогли друзья из Башкирии.
Запись нового альбома проходила в феврале-марте 1996 года. Звукорежиссёр — Джесси Хендерсон. Половина аранжировок переделывалась на месте. По признанию музыкантов, из-за отсутствия времени на продумывание аранжировок, очередные ротации в составе и творческие разногласия альбом записывался в нервной обстановке, в результате чего стал не самой лучшей записью в истории группы.
Рассказывает Вадим Курылёв: «Вот куда завели нас поиски Любви. После долгих споров, которые происходили вместо репетиций, мы все же поехали в Америку — если Юра что-то решил, переубедить его невозможно. Альбом планировался стилистически, как гитарный, и я собирался развернуться во всей красе гитарных аранжировок, но — не тут-то было! Я хотел записать много интересных партий, однако автор распорядился по-другому — пишем минимум инструментов, но хорошим звуком. Покажем классный фирменный звук! Звук звуком, но музыка-то должна быть, тем более в альбоме с таким названием. Я бы лучше назвал его „Нервы“. Или „Оголенные Провода“. На этом альбоме вновь появляется Игорь Тихомиров, здесь он играет в нескольких песнях, а на концертах того периода он — постоянный басист. После ухода Артура Овсепяна весной 1995 года соло-гитаристом становлюсь я. Нас всех измучила эта чехарда с гитаристами — за три года их сменилось не меньше пяти. И мы решили, что легче найти подходящего басиста, тем более, что Тиша к этому времени уже часто бывал на наших репетициях, помогая в первых опытах с компьютером. Мы предложили ему оставить компьютер и снова взять в руки бас-гитару. Однако, поскольку новые песни были ещё не доделаны, и мы писали их „на живую нитку“, все же большую часть басовых треков пришлось записать мне. Отличные гитарные усилители, классный звукорежиссёр Джесси, свежий воздух севроамериканских лесов — всего этого недостаточно, когда песни не готовы.
Каким-то чудом мы все же записали этот альбом за месяц, пленники звукозаписи — вот кто мы были в Америке. Ещё один новый участник группы — клавишник Дмитрий „Песок“ Галицкий. Он калужанин, старый друг Игоря Доценко, соратник по „Синей Птице“. После ухода Сергея Рыженко, который в группе не прижился, по доциному совету выписали из Калуги Диму. Здесь, на записи он больше успел себя проявить, как специалист по бэк-вокалу. По требованию Юры Дима даже занимался с нами вокальными распевками под пианино. Самый удачный Димин проигрыш — в песне „Я у вас…“ на настоящем „Хаммонде“. Этот легендарный электро-орган, который просто так стоял в углу студии, вызывал у нас восторг в течение всего месяца. К сожалению, Дима проработал в группе недолго — до весны 1996 года, и мы опять остались без клавишника».
Существует история, что Джесси Хендерсон (звукорежиссёр студии «Long View Farm»), послушав записи Шевчука и компании, поставил им последние творения Aerosmith; разница была колоссальная. Его спросили: — Подождите. А что нужно сделать, чтобы была такая же запись? Хендерсон: — Какое у вас оборудование? — Вот такой-то пульт. — Ну, хорошо. — Такой-то магнитофон. — Отлично. — Такие-то микрофоны. — Всё здорово. — А что надо? — Пригласить меня.

## Детали издания
Выпуск альбома был задержан по «чисто человеческим причинам» — у художника Владимира Дворника (давнего оформителя ДДТ) тяжело заболела дочь, и он дни и ночи проводил с ней в больнице, а группа не стала искать другого художника.
Альбом был издан на компакт-дисках и магнитофонных кассетах.
На диске изображены два человеческих скелета, один из которых мужской, а другой женский. Шевчуку это напоминало вечную любовь в стиле Шекспира. Поэтому он и Владимир Дворник взяли фотографию останков людей, умерших пять тысяч лет назад.

## Песни
Другая же песня с альбома — «Далеко, далеко» — прозвучала в одном из социальных роликов серии «Русский проект», а именно — «Я люблю», снятом на одном из концертов тура «От и До».
«Любовь» стала первой песней, написанной Юрием Шевчуком по возвращении из Чечни, где он оказывал поддержку российским солдатам. На пресс-конференции, посвящённой выходу альбома, Шевчук говорил о том, что ДДТ, «наконец, доросли до этого слова», и называл песню светлой и знаковой для группы: «Теперь я не хочу принимать участие в каких-нибудь акциях „Рок против…“ — только „Рок за…“». Первоначальный вариант композиции исполнялся на концертах тура «От и До» 1995 года и был несколько длиннее окончательного варианта. Сокращение текста, повлёкшее за собой удаление целых куплетов, Шевчук объяснял желанием подогнать трек к формату клипа; он следил за ходом работы и постоянно был на связи с режиссёром, обговаривая детали.
Видеоклип к песне «Любовь» был снят в Санкт-Петербурге в 1996 году, режиссёр — Сергей Дебижев. Монтаж делался в то время, когда музыканты ДДТ работали в США над альбомом. Насыщенный спецэффектами видеоклип (нетипично для стиля группы), в котором Александрийский столп стартует с Дворцовой площади подобно ракете, а проститутка и бомж превращаются в принцессу и капитана дальнего плавания, долго не сходил с экранов телевидения.
Вадим Курылёв: «Одним из немногих готовых номеров была песня „Онанист“. Однако Юра был не доволен этим, и в дальнейшем песня вошла в альбом в „комнатном“ варианте. Когда же мы ещё делали черновые наброски к альбому в январе 1996 на Тамбовской, Юра неожиданно предложил — не спеть ли эту песню Андрею Васильеву? Инструментальная фонограмма была готова, и Андрей не стал ломаться, а сразу взял и спел. Получилось, как будто обсаженный в усмерть Малькольм Макларен, лёжа в ванной, слушает по радио какой-то рок и напевает себе под нос, потираясь мочалкой и иногда переходя на крик. Запись эта хорошо иллюстрирует, какими путями зачастую песня идет к окончательному варианту».

## Список композиций
Слова и музыка — Ю. Шевчук. 8 — музыка народная
1. Полная луна — 5:11
2. Железнодорожник — 7:17
3. Я у вас — 5:16
4. Вороны — 4:04
5. Далеко, далеко — 4:56
6. Любовь — 4:48
7. Фонограмщик — 4:54
8. Онанист — 4:22
9. Сказка — 5:36
10. Марина (бонус переиздания 2001 года) — 2:59

## В записи участвовали
- Юрий Шевчук — вокал, шумы (1), удары по 12-стр. гитаре (4), хлопки (8)
- Вадим Курылёв — гитары, бас, бэк-вокал (2, 3, 6—8, 10), губная гармошка (10)
- Игорь Доценко — барабаны, перкуссия (6), эл. барабан «Korg» (1), эл. ситар «Korg» (2), томы (4), бубен (4, 6, 10), бэк-вокал (1, 6), хор (7, 9)
- Андрей Васильев — гитара (1, 4, 10), хор (7)
- Игорь Тихомиров — бас (2, 4, 9), шумы (1), хор (7)
- Дмитрий Галицкий — клавиши, орган «Hammond» (3, 5), шумы (1), хор (7, 9), бэк-вокал (3, 6)
- Джесси Хендерсон — звукорежиссёр, голос звукорежиссёра (7)
- Фрэн Фленнери, Келли Уолфорд — звукоинженеры
- Лори Б. Фленнери — мастеринг (Northeastern digital recording, Inc.)
- Спонсоры альбома: ЗАО «Русское Золото» и «Башкредитбанк».

## Критика
Юрий Шевчук выразил сожаление по поводу незаконченности альбома: «На самом деле альбом мог быть лучше, если бы мы имели возможность подождать ещё месяц и пересвести его. Что-то бы там доигралось, доделалось. А так он получился опять же как рисунок к картине, к холсту. Правда, рисунок крепкий, хороший. Но нам не хватило каких-то красок, цвета».
Вадим Курылёв: «Мы хотели записать альбом а-ля альтернативный рок 1990-х годов, но когда стали записывать, оказалось, что каждый из нас понимает этот жанр по-своему. Некоторые песни, всё же, получились хорошо, хоть и не очень альтернативно. Например „Любовь“, „Сказка“, „Я у Вас…“. Хороший рок-н-ролльный номер вышел из „Фонограмщика“. Весёлая песня „Марина“ почему-то была выкинута из альбома, и попала на диск уже в качестве бонус-трека к новому переизданию. Странная версия песни „Вороны“ осталась мной не понята — мою гитару оттуда убрали на сведении. Справедливости ради я должен признать, что при всех своих недостатках альбом послужил нам хорошей разминкой перед началом Новой Истории ДДТ».
Андрей Бурлака пишет, что несмотря на любопытный материал, альбом, получивший программное название «Любовь», оказался не лучшей записью группы: сказались непривычные для любивших посидеть в студии «ДДТ» темпы работы и практически не репетировавший вместе состав.